# Sindicat Catòlic (Seròs)
El Sindicat Catòlic és una obra modernista de Seròs (Segrià) inclosa a l'Inventari del Patrimoni Arquitectònic de Catalunya.

## Descripció
Edifici entre mitgeres de planta rectangular on destaca la façana, dividida en dos cossos de tres parts cadascun, el de la dreta en un plànol endarrerit respecte del de l'esquerra. El mur apareix decorat a base de motllures curvilínies, creant una animació de la façana. A aquesta sensació de moviment contribueixen les rajoles bicolor que envolten els tres arcs de mig punt del cos de la dreta.
La façana es remata amb un coronament ornamental que continua utilitzant les combinacions mixtilínies.